# Stożkówka średnia
Stożkówka średnia (Conocybe intermedia Kühner) – gatunek grzybów z rodziny gnojankowatych (Bolbitiaceae).

## Systematyka i nazewnictwo
Pozycja w klasyfikacji według Index Fungorum: Conocybe, Bolbitiaceae, Agaricales, Agaricomycetidae, Agaricomycetes, Agaricomycotina, Basidiomycota, Fungi.
Po raz pierwszy opisał go w 1993 roku Robert Kühner. Synonimy:
- Conocybe septentrionalis (A.H. Sm.) Bon & Courtec. 1987
- Pholiota intermedia A.H. Sm. 1934
- Pholiota septentrionalis A.H. Sm. 1935
- Pholiotina intermedia (Kühner) Singer 1936
- Pholiotina septentrionalis (A.H. Sm.) Singer 1945
- Pholiotina septentrionalis subsp. vasilievae Singer 1945

Polską nazwę zarekomendował Władysław Wojewoda w 2003 r.

## Morfologia
Kapelusz
Szerokość 25–28 mm, w stanie dojrzałym płaski do lekko wklęsłego. Powierzchnia w stanie dojrzałym ciemnorudawa w środku, przy brzegu bardziej żółtobrązowa, z nieregularnymi, ciemnorudawymi brązowymi plamami, w stanie suchym gładka lub lekko pomarszczona w środku, w stanie wilgotnym lepka i lśniąca. Jest higrofaniczny, w stanie wilgotnym półprzezroczysty, prążkowany do połowy promienia kapelusza. Brak pozostałości osłony.
Blaszki
Wąsko przyrośnięte do przyrośniętych, brzuchate, bardzo gęste, matowoochrowobrązowe do jasnordzawobrązowych. Ostrza blaszek białe, kłaczkowate.
Trzon
Wysokość 47–95 mm, grubość 3–6 mm, 47–95 mm, cylindryczny ze zgrubiałą podstawą (do 9 mm szerokości), pusty. Powierzchnia jasnobrązowa do ciemnoczerwonobrązowej w kierunku podstawy, poniżej pierścienia włóknisto-łuskowata. Pierścień wyraźny, trwały, błoniasty, jasnobrązowy, prążkowano-bruzdowany w górnej części, gładki w dolnej.
Miąższ
W kapeluszu jasno żółtawobrązowy, w trzonie ciemnobrązowy, o słodkawo-grzybowym zapachu po przecięciu i nieco słodkawym smaku.
Cechy mikroskopowe
Zarodniki 6,5–12 × 4–4,5, Q = 1,6–1,9, elipsoidalne, częściowo lekko kanciaste w widoku bocznym, nie soczewkowate, cienkościenne z wyraźną, małą porą rostkową, w KOH żółte. Podstawki 4-zarodnikowe, 15–20 × 6–8 µm. Sprzążki występują i są niezbyt rzadkie. Cheilocystydy w kształcie kręgli, brzuchate, z wierzchołkiem wyciągniętym w cienką szyjkę o szerokości do 2 µm, 25–40 × 5,5–10 µm, z główką o szerokości 3–5,5 µm.
Gatunki podobne
Stożkówka średnia jest blisko spokrewniona ze stożkówką brązowawą (Conocybe brunnea). Różni się od niej zwłaszcza obecnością trwałego pierścienia, są też różnice w kolorze i gęstości blaszek, ponadto owocniki stożkówki średniej są większe.

## Występowanie i siedlisko
Występuje w Ameryce Północnej i Europie. Jest rzadki. W Polsce podano kilka stanowisk. Grzyb saprotroficzny występujący w lasach na próchnicy lub próchniejącym drewnie i korzeniach drzew, zwłaszcza bukowych.